# Champagne Bollinger

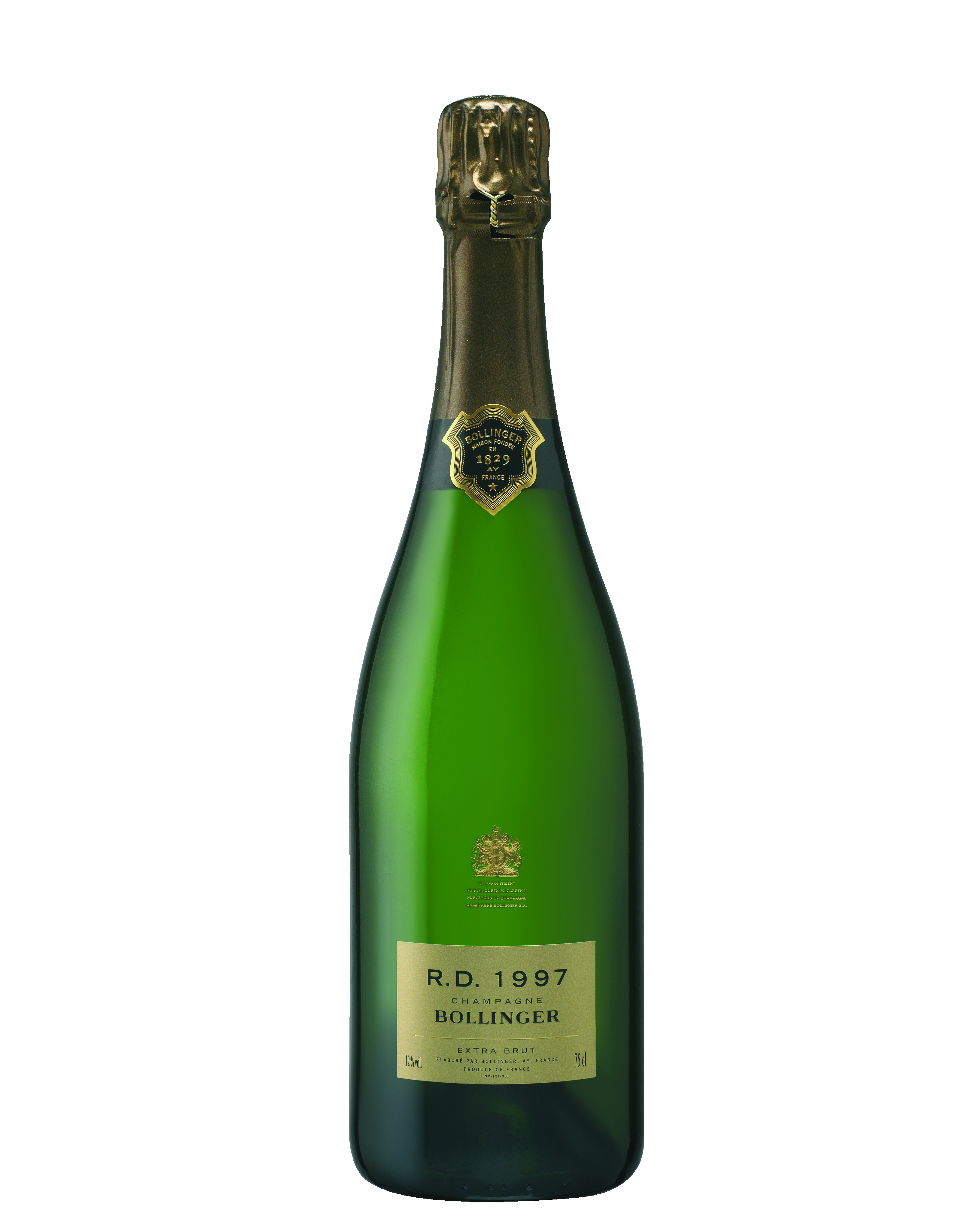
Bollinger-Champagner

Champagne Bollinger (franz. Aussprache: [bɔ.lɛ̃.ʒe]) ist ein französisches Champagnerhaus, welches Schaumweine in und aus dem Weinbaugebiet Champagne in Frankreich produziert. Diverse Produkte werden von dem Haus unter dem Namen Bollinger vertrieben, darunter Vieille Vignes Francaises, Grande Année und R.D. sowie ein Special Cuvée. 1829 wurde das Haus in Aÿ von Athanase-Louis-Emmanuel Hennequin, Paul Renaudin und Joseph Jacob Bollinger gegründet und seither kontinuierlich von Familienmitgliedern der Bollingers geleitet. Spätestens seit der erfolgreichen britischen Sitcom Absolutely Fabulous kennt man den Champagner auch unter dem Kürzel „Bolly“.

## Geschichte
Bollinger hat Wurzeln in der Champagne die bis 1585 zurückreichen, als die Hennequins, eine der Gründerfamilien, Land in Cramant besaßen. Die Hennequin de Villermonts produzierten bereits im 18. Jahrhundert Wein; allerdings nicht unter ihrem Familiennamen. 1750 zogen die Villermonts in die Rue Jules Lobet No. 16, die später das Hauptbüro von Bollinger werden sollte. 1803 wurde Jacob Joseph Placidus (frz. Jacques Joseph Placide) Bollinger im deutschen Ellwangen (Jagst) geboren. 1822 zog er in die Champagne-Region und begann für das Champagnerhaus Muller Ruinart zu arbeiten, das inzwischen nicht mehr existiert. Viele Deutsche ließen sich in dieser Zeit in der Champagne nieder, darunter auch Johann-Joseph Krug und die Heidsiecks, die jenes Haus gründeten, aus dem später Charles Heidsieck, Piper-Heidsieck, Heidsieck & Co Monopole, Veuve Clicquot und andere entstanden. Am 6. Februar 1829 in Aÿ gründeten Athanase-Louis-Emmanuel Hennequin, comte de Villermont, Paul Leviex Renaudin und Jacques Bollinger das Champagnerhaus Renaudin Bollinger, wobei sich die Partner einigten, Villermonts Namen nicht auf dem Etikett zu verwenden. Seit kurz danach Jacques Bollinger Charlotte de Villermont geheiratet hatte, wurde das Haus alleinig von der Bollinger Familie geleitet, und obwohl Paul Renaudin ohne Erben gestorben war, blieb der Doppelname auf den Etiketten bis in die 1960er-Jahre bestehen.
Aus der Ehe von Bollinger und Villermont ging eine Tochter hervor, die ihrerseits zwei Söhne zur Welt brachte, Joseph und Georges. Diese zwei Enkel von Jacques Joseph Bollinger übernahmen 1885 die Firma und begannen damit, das Bollinger Familienanwesen in der Champagne durch den Ankauf von Rebflächen in angrenzenden Gebieten auszubauen. Sie entwickelten ebenso das heutige Image der Marke Bollinger, indem sie unter anderem 1884 von Queen Victoria zum offiziellen Hoflieferanten des Britischen Hofes ernannt wurden.

### Expansion unter Lilly Bollinger
1918 übernahm Jacques Bollinger, der Sohn von Georges, die Geschäfte des Hauses und heiratete zur selben Zeit Emily Law de Lauriston Bourbers, besser bekannt als „Lilly Bollinger“. Jacques baute noch zu Lebzeiten die Kelleranlagen des Bollinger-Anwesens in der Champagne aus, kaufte weitere Weingüter in Tauxieres und vermachte die Geschäfte bei seinem Tod 1941 seiner Ehefrau Lilly. Obwohl diese die Leistungsfähigkeit der Firma mit dem Erwerb einiger weiterer Weingüter steigern konnte, wurde Lilly Bollinger am ehesten durch ihre marketingwirksamen Promotionauftritte für das Haus Bollinger weltweit bekannt. Sie wurde oft im Zusammenhang mit der Firma Bollinger und dem Thema Champagner interviewt und hinterließ eine Reihe erinnerungswürdiger Zitate.
„Ich trinke ihn [den Champagner], wenn ich glücklich bin und wenn ich traurig bin. Manchmal trinke ich ihn, wenn ich alleine bin. Habe ich Gesellschaft, so sehe ich ihn als obligatorisch an. Ich tendele mit ihm, wenn ich nicht hungrig bin, und trinke ihn, falls ich es doch bin. Ich fasse ihn nicht an – außer ich bin durstig.“
Lilly managte Bollinger bis 1971, als ihre Neffen Claude d'Hautefeuille und später Christian Bizot sie ablösten.

### Gegenwart
Bollinger wurde unter der Direktion von Claude d’Hautefeuille modernisiert, der zusätzliche Weingüter erwarb und die Marke Bollinger international festigte. Nach Claude übernahm dessen Cousin Bizot die Kontrolle im Hause Bollinger. Neben der Ausweitung der Distribution von Bollinger auf ein internationales Netzwerk entwickelte Christian Bizot 1992 eine Satzung für Ethik und Qualität. Seit 1994 managt Ghislain de Mongolfier Bollinger. Als Urenkel des Gründers dient Mongolfier seit 2004 auch als Präsident der Association Viticole Champenoise, nachdem er für zehn Jahre die Commission of Champagne angeführt hatte.
Das Champagnerhaus benutzte auch die populäre James-Bond-Filmreihe als Marketingwerkzeug. Im 1973 erschienenen Film Leben und sterben lassen hört man James Bond (gespielt von Roger Moore) nach dem Betreten seines Hotelzimmers nach einer Flasche Bollinger fragen. In Moonraker (1979) stößt der Bond-Bösewicht Beißer gegen Ende des Films mit seiner Freundin Dolly mit Bollinger an. Im 1985 erschienenen Im Angesicht des Todes erkennt Bond (ebenfalls Moore) eine Flasche auf der Spitze des Eiffelturms als „Bollinger '75“. In Der Hauch des Todes (1987) kauft Bond (gespielt von Timothy Dalton) für General Koskov in einem Geschenkpaket ebenfalls Bollinger anstatt des von M vorgeschlagenen Champagners. In GoldenEye (1995) hat Bond (gespielt von Pierce Brosnan) in der Mittelkonsole eine versteckte Flasche Bollinger. In Die Welt ist nicht genug (1999) trinken Gegenspieler Rénard und Elektra King Bollinger. In Stirb an einem anderen Tag (2002) hört man Bond (ebenfalls Brosnan) direkt nach der Entlassung aus einem nordkoreanischen Gefängnis nach einer Flasche Bollinger fragen. Dieselbe Bitte spricht Bond (gespielt von Daniel Craig) in Casino Royale (2006) aus.

## Weine

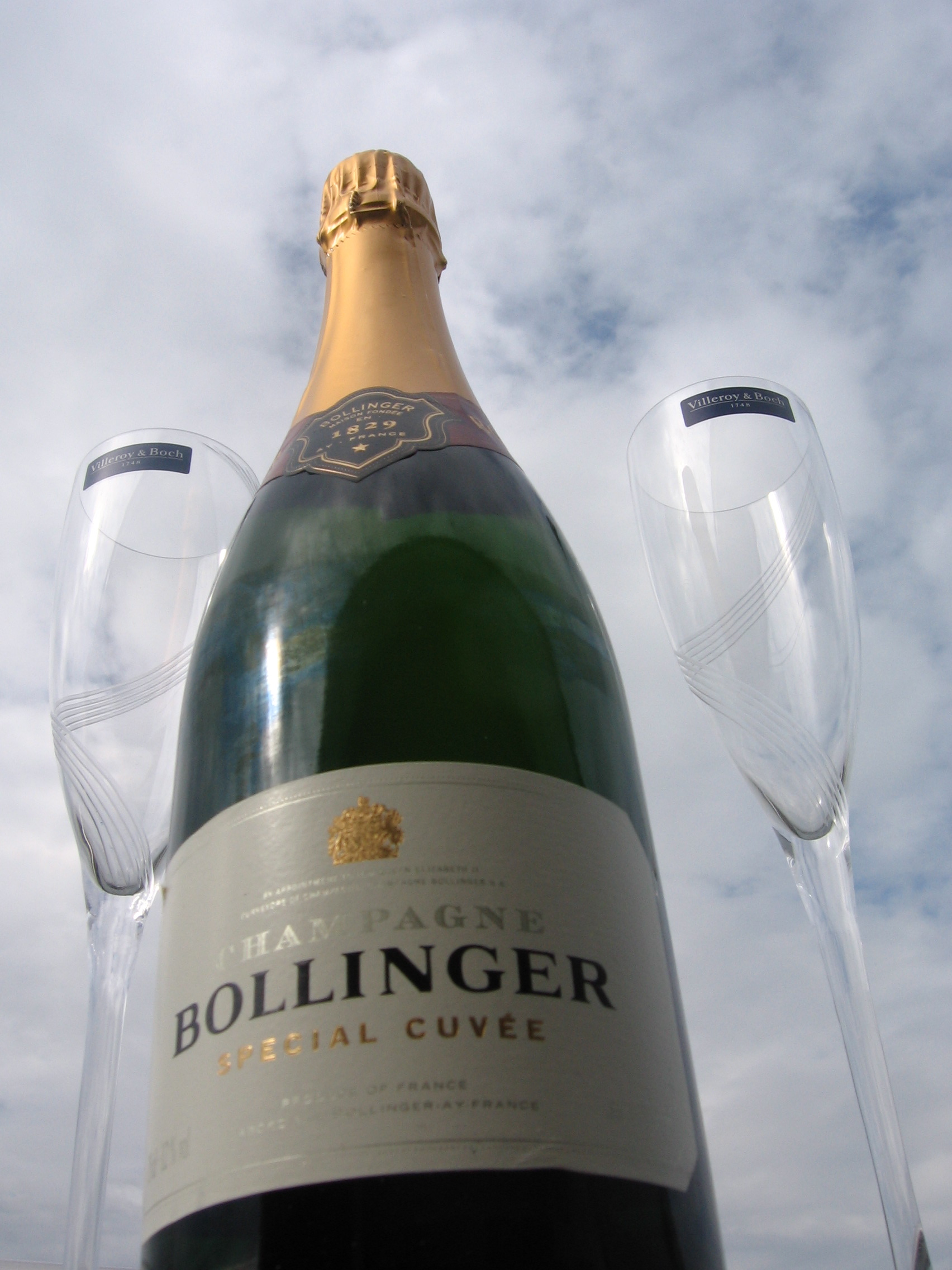
Bollinger's Special Cuvee

Bollinger ist eines der letzten verbliebenen unabhängigen Champagnerhäuser. Das seit 1889 familiengeführte Unternehmen unterhält mehr als 150 Hektar Rebfläche und stellt momentan die nachfolgenden Schaumweine her.
- Special Cuvée (kein Jahrgang): Der Ausdruck des Stils des Hauses. Diese klassische Champagnermischung bedient sich der Trauben eines gegebenen Jahres mit der Addition aus der eigenen Weinreserve. Die Mischung enthält 10 % Reservewein, welcher bis zu 15 Jahre alt sein kann. Dieser Umstand gibt dem Special Cuvée seine Komplexität und Tiefe. (Komposition: 60 % Pinot Noir, 25 % Chardonnay, 15 % Pinot Meunier.)[8]
- Grande Année (Jahrgang): Wenn Bollinger glaubt, eine außergewöhnlich gute Ernte zu erwarten, produzieren sie ihren prestigeträchtigen Champagner Grande Année (großer Jahrgang). Das Haus selektiert Cru für Cru die besten Weine, um den Grande Année herzustellen. Dieser Champagner existiert auch in einer Version als Rosé. Der Schaumwein lagert mindestens fünf Jahre in mit Kork verschlossenen Flaschen. (Komposition: 65 % Pinot Noir, 35 % Chardonnay.)[9]
- R.D. (Jahrgang): Diese Mischung ist eine logische Erweiterung des Grande Année, welche statt 5 Jahren mindestens 8 lagert, ebenso wie der Grande Année verschlossen unter Kork. R.D. Ist eine registrierte Handelsmarke von Bollinger, welche für recently disgorged (original: récemment dégorgé) steht. Mitte der 1990er-Jahre verkaufte Bollinger Année Rare, eine Variante des R.D., der sogar noch länger auf den Gelägern geruht hatte.
- Vieille Vignes Francaises (Jahrgang): Dieser Blanc de Noirs wird angesehen als der Prestigecuvée von Bollinger. Hergestellt wird er in kleinen Mengen von Trauben aus Reben, die in niedriger Dichte gepflanzt wurden (3000 Reben pro Hektar). Der englische Weinautor Cyril Ray präsentierte in den 1960er-Jahren Lilly Bollinger erstmals die Idee, einen separaten Wein aus wurzelechten Reben herzustellen.[10] Der erste Jahrgang war 1969. 2005 zerstörte Phylloxera das dritte Weingut, auf dem Vieille Vignes produziert wurde, Croix Rouge in Bouzy. Seither werden in den verbliebenen zwei niedrig bepflanzten Flächen auf einer Fläche von lediglich einem halben Hektar alle für diesen seltenen Champagner benötigten Trauben angebaut. Alle Flaschen eines Jahrganges werden nummeriert, die jährliche Produktion pendelt zwischen 3000 und 5000 Flaschen.[11]
- Coteaux Champenois La Côte aux Enfants (Jahrgang): Dieser Rotwein wird aus den Trauben des Südhanges des Weinguts Côte aux Enfants in Aÿ gewonnen.[12]

## Reserveweine
Zu jeder Ernte hält Bollinger einige der Grand Crus und Premier Crus als Reserveweine zurück. Die Reserven werden in Magnumflaschen abgefüllt, verkorkt und ruhen unter leichtem Druck für 5 bis 15 Jahre. Da pro Jahr 60.000 bis 70.000 Magnumflaschen als Reserve eingelagert werden, verfügt das Haus Bollinger über eine große Weinbibliothek mit mehr als 300.000 Magnumflaschen. Bollingers Weinreservesystem ist im Champagnergeschäft einzigartig und führt nach Überzeugung des Hauses selbst zum Stil des Special Cuvée.

## Produktion
Bollinger wird in Eichenfässern vergoren. Bei der Ernte wird lediglich die erste Pressung der Trauben verwendet, die Cuvée. Sollte es kein Jahrgang von außerordentlicher Qualität sein, in welchem Fall eine zweite Pressung des Chardonnay verwendet wird, verkauft Bollinger seine zweite Pressung. Bollinger verfügt über zwei Presshäuser, eines in Louvois und eines in Mareuil-sur-Ay, um eine kurze Distanz zwischen Ernteort und Kelterhaus zu gewährleisten.
Wenn der gepresste Wein im Haus ankommt, analysiert der Kellermeister von Bollinger die Traubenmoste auf ihre Qualität hin, wobei die Moste, die den Hausstandard nicht erreichen, zum Abverkauf freigegeben werden. Die erste Gärung wird Cru für Cru vorgenommen, um die unterschiedlichen Charakteristika der einzelnen Anbaugebiete zu erhalten. Bollinger ist eines der wenigen Champagnerhäuser, bei dem die erste Fermentation in Eichenfässern stattfindet. Bollinger Champagner werden im Normalfall der malolaktischen Gärung unterzogen. Als eine von wenigen Ausnahmen wurde der Grande Année 1995 nicht der malolaktischen Gärung unterzogen. Bollinger verwendet traditionelle Hefe, nachdem das Haus entschieden hatte, dass neue Generationen der Hefe (verkapselte Hefe und aufgehäufte Hefe) nicht zu einem zufriedenstellenden Produkt führen.
Jahrgangsweine, dies schließt auch die Grande Année Weine mit ein, werden in kleinen Eichenfässern fermentiert, sortiert nach Herkunft und Variation. Sowohl Eiche als auch rostfreier Stahl werden für nicht-Jahrgangsweine verwendet. Die Holzfässer sind alle mindestens vier Jahre alt, um etwaige Abfärbungen auf den Wein zu verhindern. Diese Weine sind nur leicht gefiltert. Alle Bollinger-Champagner verbringen viel Zeit in der Lagerung, um zu ihrem komplexen Aroma beizutragen. Obwohl die „Appellation d’Origine Contrôlée“-Regeln lediglich eine Ruhezeit von 15 Monaten für Nicht-Jahrgangsweine vorschreibt, lässt Bollinger diese drei Jahre ruhen und die Jahrgangsweine sogar fünf bis acht. Bei der Auslieferung eines Bollinger-Champagners ist dieser schon bereit zum Konsum, jedoch besitzen die Weine auch die Fähigkeit zum Altern.

## Traubenversorgung
Bollinger besitzt nahezu 160 Hektar Weingärten, welche mehr als 60 % der eigenen Bedürfnisse abdecken. Die Reben sind dominiert von Pinot Noir, insbesondere Klon 386. Bollinger ist der Meinung, dass dieser Klon eine gute Qualität sichert und die Charakteristika des Gebietes gut zur Geltung bringt. Die Weingüter bewahren außerdem rare wurzelechte französische Reben aus der Zeit vor der Phylloxera-Epidemie. Bollinger besitzt Reben im Herzen der Champagne, wozu auch Crus in Aÿ, Bouzy und Verzenay gehören.
Liste der Dörfer mit Größe der jeweiligen Anbaugebiete
- Avenay: 15 Hektar
- Aÿ: 22 Hektar
- Bisseuil: 5,4 Hektar
- Bouzy: 0,25 Hektar
- Champvoisy: 17 Hektar
- Cuis: 21,15 Hektar
- Grauves: 6,6 Hektar
- Louvois: 15,7 Hektar
- Mutigny: 3,95 Hektar
- Tauxières: 17,95 Hektar
- Verzenay: 17 Hektar

## Unternehmensstruktur
Die Holding Company für Bollinger ist die Société Jacques Bollinger, die ebenso Champagner Ayala, Maison Chanson in Burgundy, Langlois-Chateau im Loire und Delamain im Cognac umfasst. Die Société Jacques Bollinger investierte in die Tapanappa Winery in der Wrattonbully Region von Australien.